# Copestylum purpurascens
Copestylum purpurascens är en tvåvingeart som först beskrevs av Friedrich Hermann Loew 1869.  Copestylum purpurascens ingår i släktet Copestylum och familjen blomflugor.
Artens utbredningsområde är Haiti. Inga underarter finns listade i Catalogue of Life.